# Agapanthia daurica
Agapanthia daurica es una especie de escarabajo del género Agapanthia, familia Cerambycidae. Fue descrita científicamente por Ganglbauer en 1884.
Habita en China, isla de Sajalín, Japón, Mongolia, Rusia y Siberia. Esta especie mide aproximadamente 11-20 mm y su período de vuelo ocurre en los meses de enero, febrero, marzo, abril, mayo, junio y julio.